# سکس اتومبیل‌رو

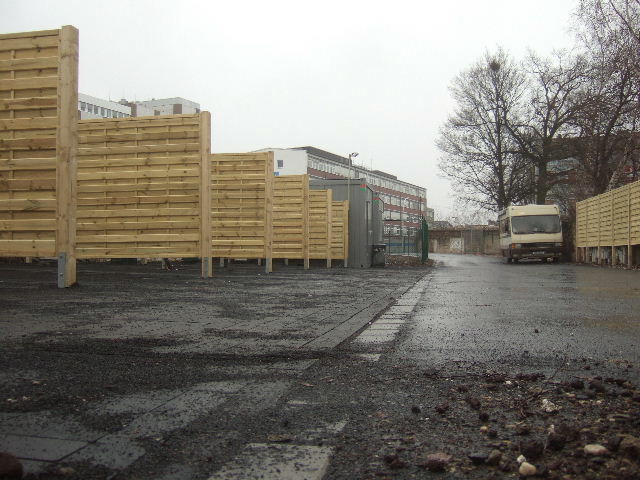
یک مکان سکس اتومبیل‌رو در بن آلمان

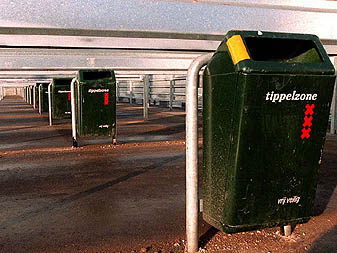
نمایی از مرکز سکس اتومبیل‌رو در آمستردام (جایی که دیواره‌ها به زمین نمی‌رسند) که یعنی "اکنون این مکان تعطیل است"

سکس اتومبیل‌رو یا درایو-این سکس (انگلیسی: Sex drive-in) یا جعبه سکس (انگلیسی: sex box) یک گاراژ اتومبیل (یا مکان محافظت شده مشابه) است که برای اجازه دادن به تن‌فروشی با استفاده از اتومبیل طراحی شده‌است و در چند کشور اروپایی یافت می‌شود. به‌طور معمول امکاناتی توسط مقامات محلی ایجاد می‌شود تا کنترلی بر مکان‌های روسپی‌گری اعمال کنند و ایمنی را افزایش دهند.

## ریشه
این مفهوم اولین بار در اوترخت هلند از سال ۱۹۸۶ شروع شد، جایی که چنین امکاناتی آف‌ورک‌پلک (afwerkplek) نامیده می‌شود (به معنای تحت اللفظی «مکانی برای پایان کار»؛ اما بیشتر به معنای «منطقه ای ارائه شده توسط مقامات و حفاظت شده که روسپی‌ها خدمات خود را ارائه می‌دهند») می‌باشد. بعدها در آلمان عبارت فقیش‌تونگ‌باکس (Verrichtungsbox) که در آلمانی، تا حدودی به عنوان «جعبه اثرگذاری» ترجمه می‌شود، به کار گرفته شد، اما اشارهٔ اصلی این عبارت برای پیش پا افتاده بودن استفاده می‌شود. مدل آلمانی اوترخت، برای اولین بار در سال ۲۰۰۱ در کلن، در فضای یک منطقه صنعتی سابق (معمولاً نوعی منطقه که در آن هیچ ساکنی برای شکایت از موقعیت مکانی وجود ندارد)، با ورودی دروازه‌دار، دوربین‌های امنیتی و دکمه‌های هشدار در هر غرفه، مورد استفاده قرار گرفت.
به‌طور کلی امکانات به گونه ای طراحی شده‌اند که راننده نتواند پس از ورود به داخل سازه از وسیله نقلیه خارج شود، اما روسپی می‌تواند. در سال ۲۰۰۸، این ابعاد طراحی به عنوان یک مشکل در "سکس اتومبیل‌رو" اوترخت گزارش شد، زیرا اندازه‌های رو به رشد خودروهای لوکس و خودروهای شاسی‌بلند به این معنی بود که آنها در نصب دیواره‌ها با مشکل مواجه شده‌اند.

## گسترش به سوییس
در سال ۲۰۱۳، اولین مجموعه در زوریخ سوئیس افتتاح شد. غرفه‌ها علاوه بر امنیت، به دکمه‌های هشدار مجهز هستند. رای‌دهندگان زوریخ در یک همه‌پرسی در مارس ۲۰۱۲، ساختمان این مرکز را تأیید کردند. با توجه به شکایات متعدد از روسپیگری عمومی که ساکنان آن را تحت تأثیر قرار می‌داد، زوریخ در سال ۲۰۱۰ شروع به بررسی این پروژه کرد و از سایر تأسیسات از جمله در کلن و اسن بازدید کرد و گزارش‌های خبری سوئیس به این مفهوم به عنوان جعبه‌های جنسی (sex-boxen) اشاره کردند.